# Basilica di Santa Maria in Aracoeli
La basilica di Santa Maria in Aracoeli è una chiesa di Roma, situata sul colle del Campidoglio.

## Storia
La chiesa, il cui nome originario era Santa Maria in Capitolio, faceva parte del complesso di edifici del monastero che si era insediato sul colle capitolino mentre il resto delle costruzioni romane antiche andavano in rovina.

## Denominazione
Sull'attuale nome, attestato dal 1323 (doveva essere entrato da tempo nell'uso popolare), vi sono varie ipotesi. Quella prevalente lo fa risalire alla leggenda, riportata nei Mirabilia Urbis Romae, secondo cui la chiesa sarebbe sorta là dove Augusto avrebbe avuto la visione di una donna con un bambino in braccio e avrebbe udito una voce che diceva «Questa è l'ara del figlio di Dio». La sibilla fu interpellata e spiegò che si trattava di Maria, madre di Gesù, come si dice nei Mirabilia:

## Storia

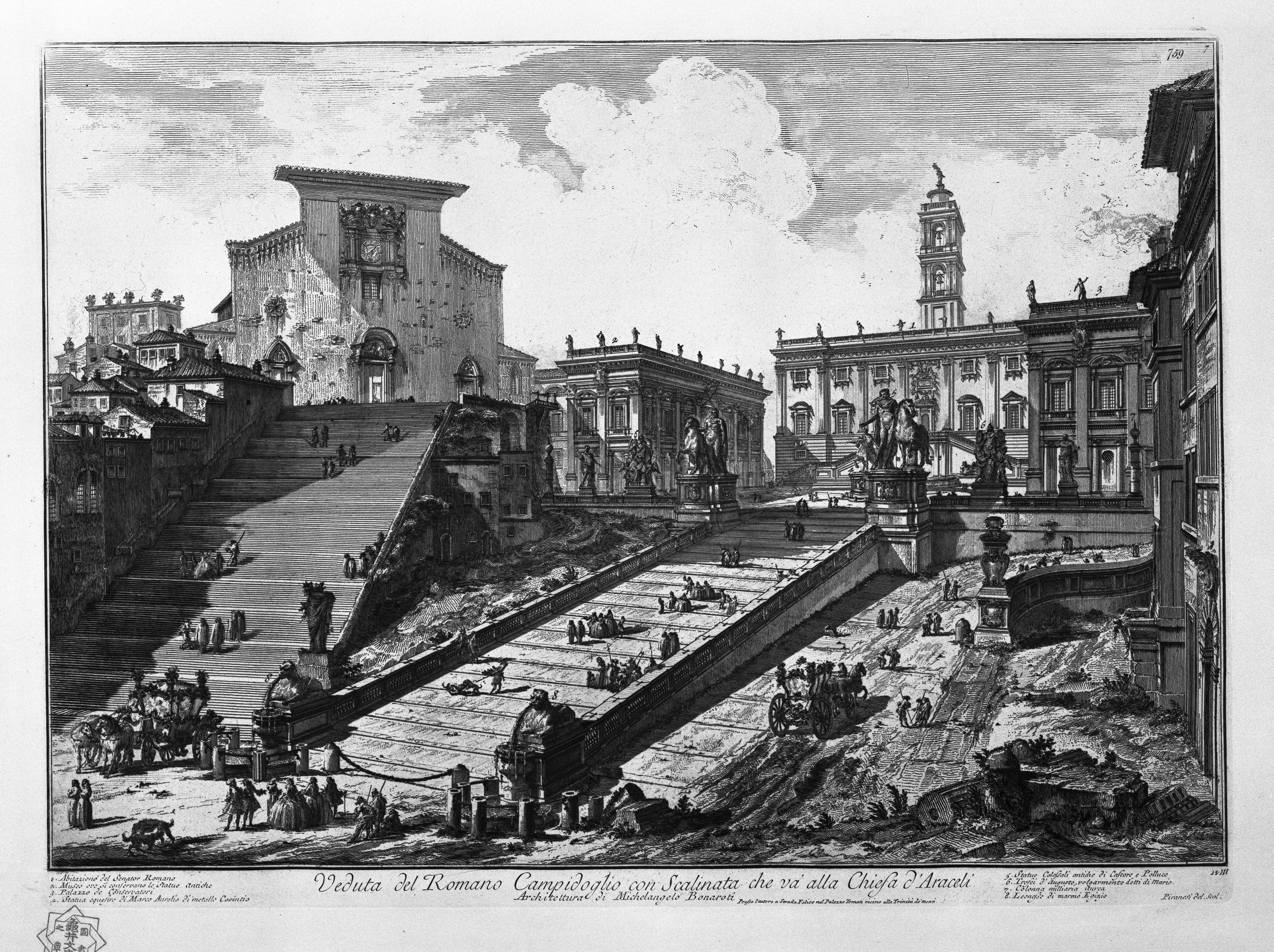
In un'incisione settecentesca di Giovanni Battista Piranesi

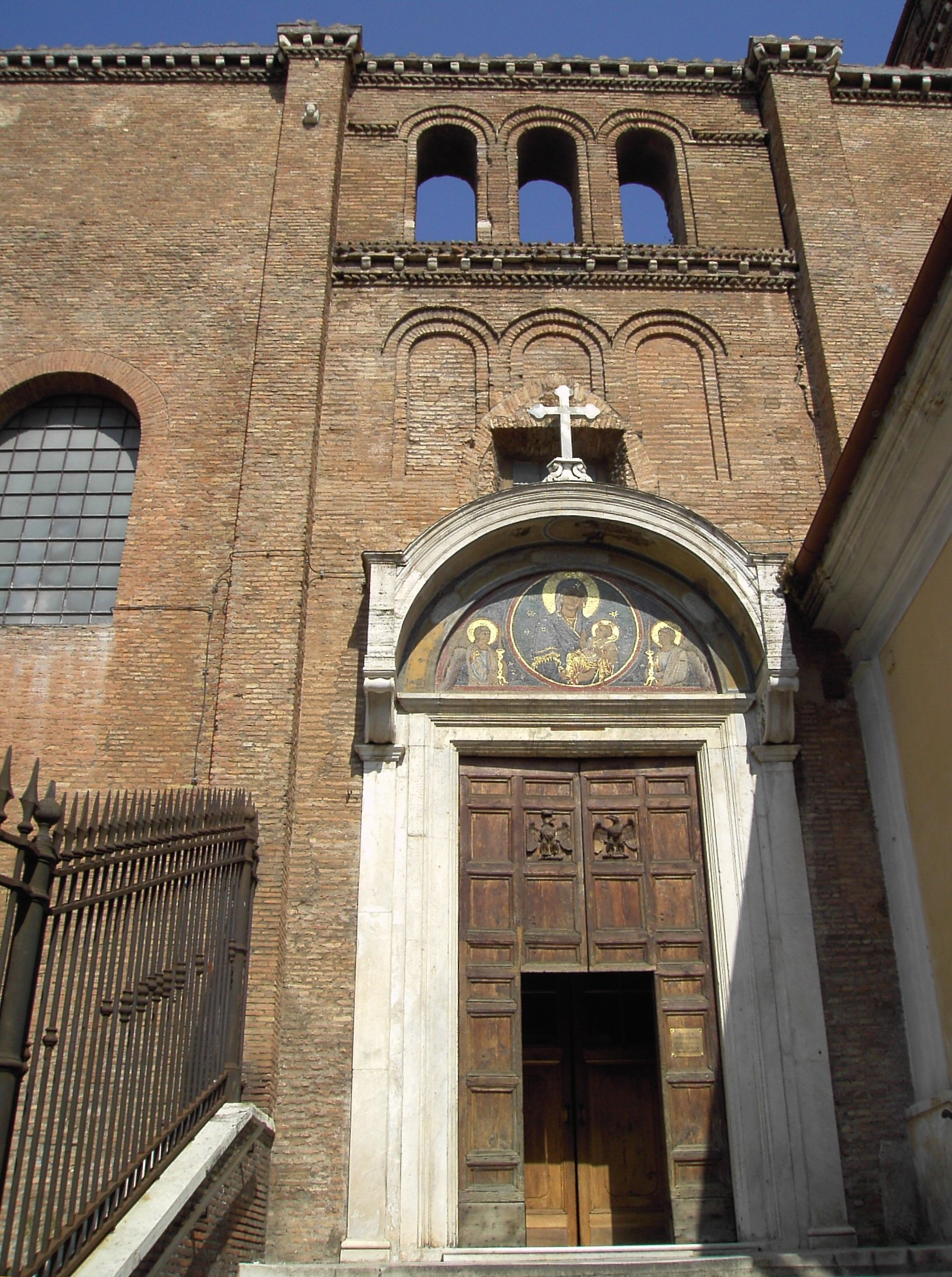
Ingresso antico verso il Campidoglio, dove fino all'arrivo dei Francescani funzionava, nei giorni di mercato, un tribunale o "scuola di giustizia"

La chiesa fu costruita sulle rovine del Tempio di Giunone Moneta, che sorgeva sull'Arx, una delle due alture del Colle Capitolino. L'identificazione del sito non è però certa; secondo altri studi la chiesa sorgerebbe infatti dove si trovava l'antichissimo Auguraculum, luogo dal quale gli Auguri prendevano gli auspici osservando il volo degli uccelli.
La prima costruzione risale al VI secolo. Come in molti altri casi, attorno alla prima chiesa si addensarono costruzioni che nella parte superiore si svilupparono in un monastero, mentre sulle pendici del colle nasceva un mercato e poi un piccolo quartiere. Resti di queste costruzioni (la chiesetta di San Biagio del Mercato e la sottostante "Insula Romana") tornarono alla luce negli anni trenta del XX secolo.
In un documento del XII secolo che conferisce all'abate (benedettino) di Santa Maria in Capitolio la proprietà sul montem Capitolii sono descritti i tre accessi al colle all'epoca (li si può immaginare come poco più che viottoli scoscesi):
- la strada che conduceva al Clivo degli Argentari (l'attuale scalinata, che sale dal Carcere Mamertino), orientata verso la Suburra;
- la "via pubblica che porta sotto al Campidoglio" (corrispondente all'incirca all'attuale Cordonata);
- la via che porta a San Teodoro, verso il Foro, ancora esistente.

Il colle Capitolino era riemerso alla vita pubblica nel 1143, quando il popolo romano ribellatosi al papa Innocenzo II aveva designato come proprio capo Giorgio dei Pierleoni, designandolo Patricius, e aveva scelto quell'antico luogo come sede di raduno (si colloca attorno al 1195 la costruzione del primo palazzo Senatorio).
Nei decenni della contesa tra guelfi e ghibellini la piazza, benché approssimativa e scoscesa, divenne il luogo fisico dell'esperienza comunale della città, e con essa la sua chiesa. Fu in questo clima che Innocenzo IV concesse nel 1250 la proprietà del sito (chiesa e monastero) ai francescani, ordine dei tempi nuovi.
Questi ristrutturarono la chiesa, conferendole l'attuale aspetto romano-gotico, ed essa, oltre ad essere luogo di culto, divenne centro della vita politica di Roma, tanto che vi si tennero assemblee popolari del libero comune. La sintonizzazione della chiesa rinnovata con i nuovi tempi dell'Urbe si manifestò concretamente anche nella modifica del suo orientamento (dapprima verso il Palazzo Senatorio e il Foro, ora verso San Pietro e il Campo Marzio), e nella costruzione della nuova imponente scalinata, commissionata proprio dal libero comune nel 1348, come voto alla Vergine affinché ponesse fine alla peste che imperversava in tutta Europa, e realizzata con marmi di spoglio ricavati da ciò che rimaneva della scalinata del Tempio di Serapide al Quirinale; la scala fu poi inaugurata da Cola di Rienzo.
Più della basilica papale di San Pietro e della cattedrale di San Giovanni, dedicate a celebrare il fasto e la potenza dei papi, l'Aracoeli è stata la chiesa del popolo romano e delle sue istituzioni civiche, in particolare il vicino Senato.
Qui nel 1341 fu laureato poeta Francesco Petrarca; qui si svolse, nel 1571, il trionfo del romano Marcantonio Colonna, vice comandante della Lega Cattolica contro i Turchi sotto il comando di Don Juan d'Austria, per festeggiare la vittoria nella battaglia di Lepanto (per l'occasione fu costruito il soffitto che possiamo ammirare tutt'oggi). Qui si svolge, ogni fine d'anno, il Te Deum di ringraziamento del popolo romano. Nell'Aracoeli, inoltre, veniva celebrato solennemente il precetto natalizio delle Guardie di Palazzo del Papa, la Milizia urbana e la Guardia civica scelta prima, la Guardia palatina d'onore poi.
Durante l'occupazione di Roma, nel 1797, i Francesi s'impossessarono del colle, cacciando i frati francescani e riducendo la chiesa a stalla: gran parte delle decorazioni cosmatesche che la impreziosivano andarono distrutte. I restauri cominciarono già nel 1799, il tempietto di S. Elena fu ricostruito nel 1833 e il nuovo organo del coro donato dal principe Carlo Torlonia fu inaugurato nel 1848.
Con l'Unità d'Italia la proprietà del convento passò allo Stato, che vi insediò caserma e comando dei Vigili urbani.
Durante i lavori di costruzione del Vittoriano, iniziato nel 1882 e inaugurato nel 1911, furono distrutti in alcuni anni, a varie riprese, gli edifici che insistevano tra il versante sud del colle capitolino e l'imbocco di via del Corso, tra cui gli edifici conventuali collegati alla chiesa (oltre alla cosiddetta Torre di Paolo III) e le preesistenze romane e medioevali del sito.

## Descrizione

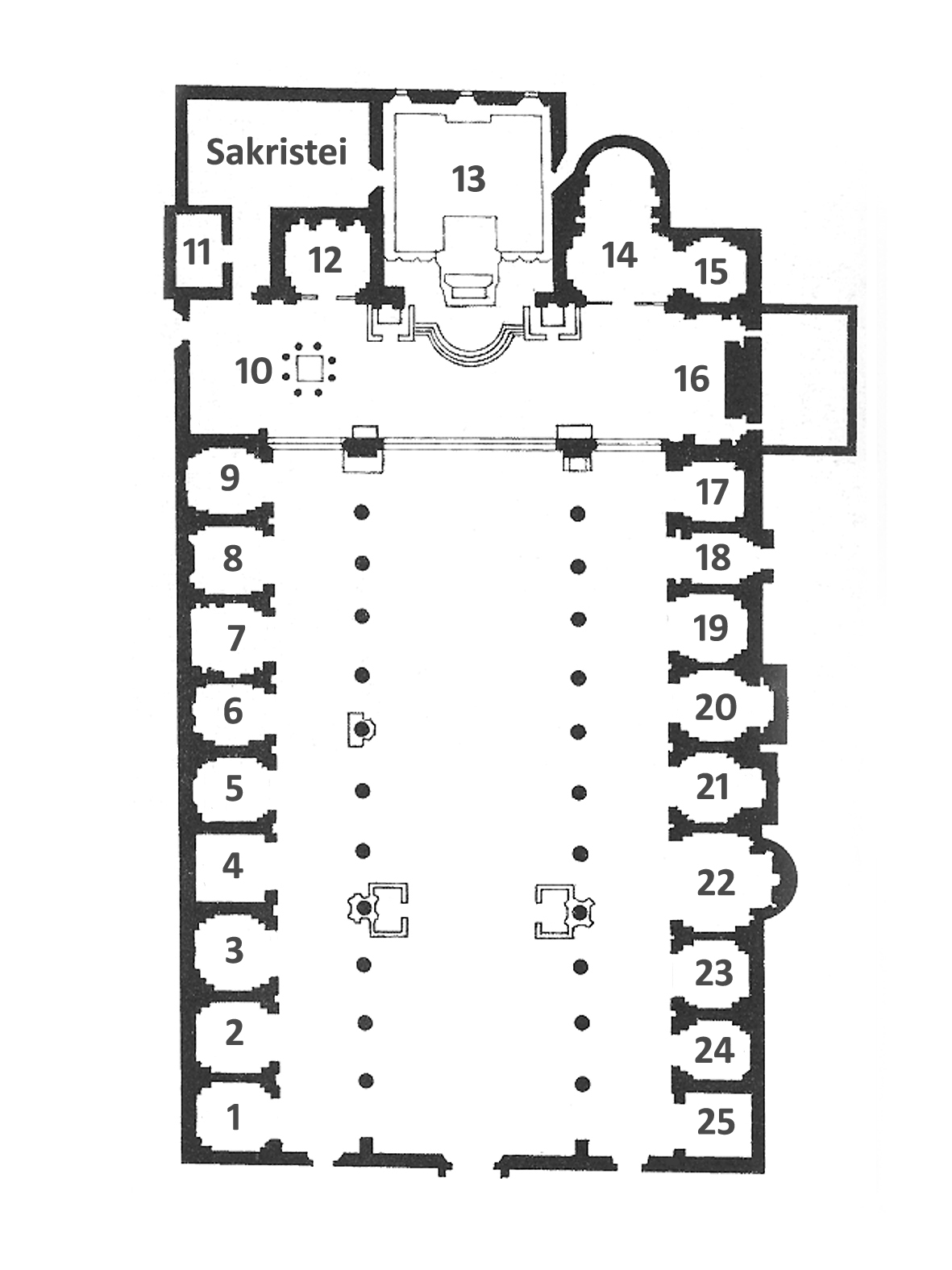
Pianta della chiesa

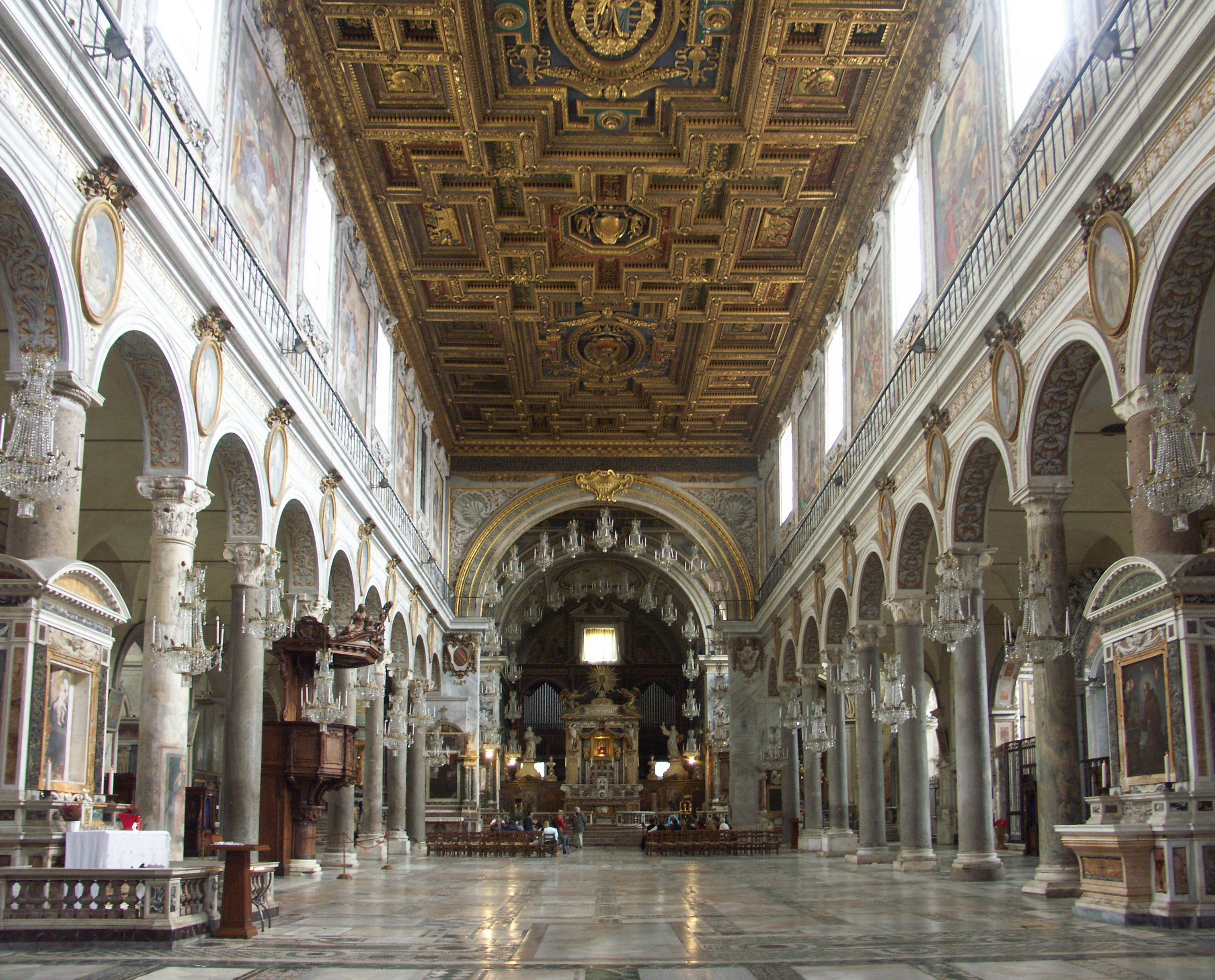
La navata centrale

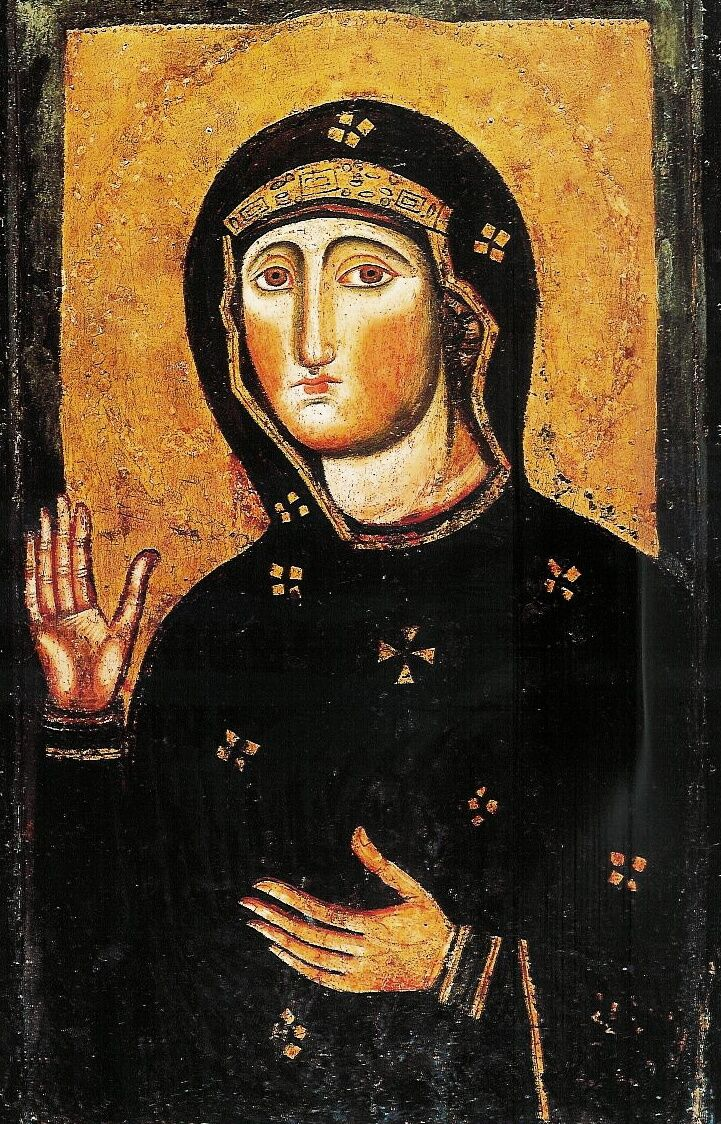
Madonna d'Aracoeli

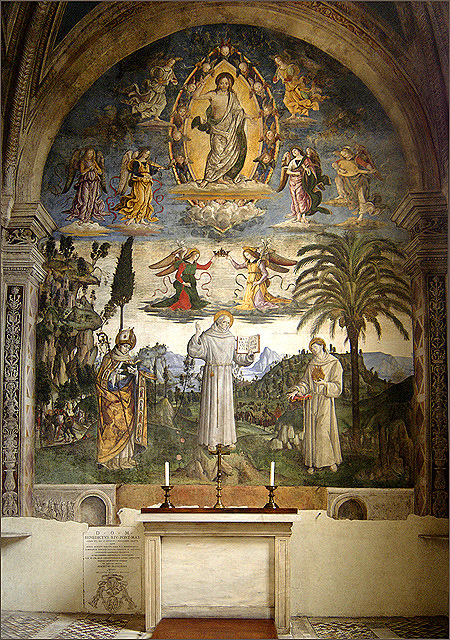
Cappella di San Bernardino, affresco centrale (Pinturicchio, 1486)

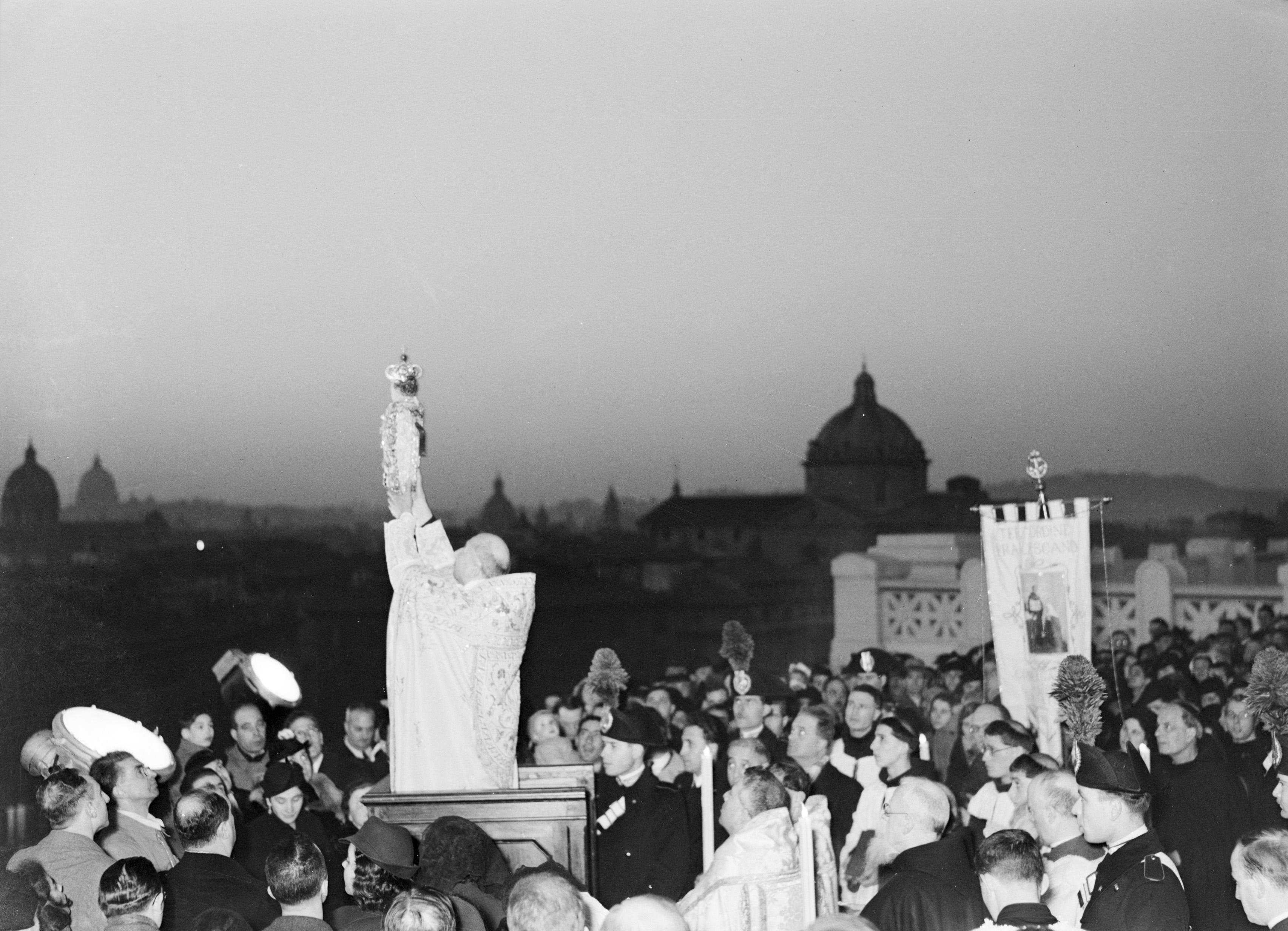
Il 6 gennaio di ogni anno il bambin Gesù benediceva la città dall'Aracoeli.

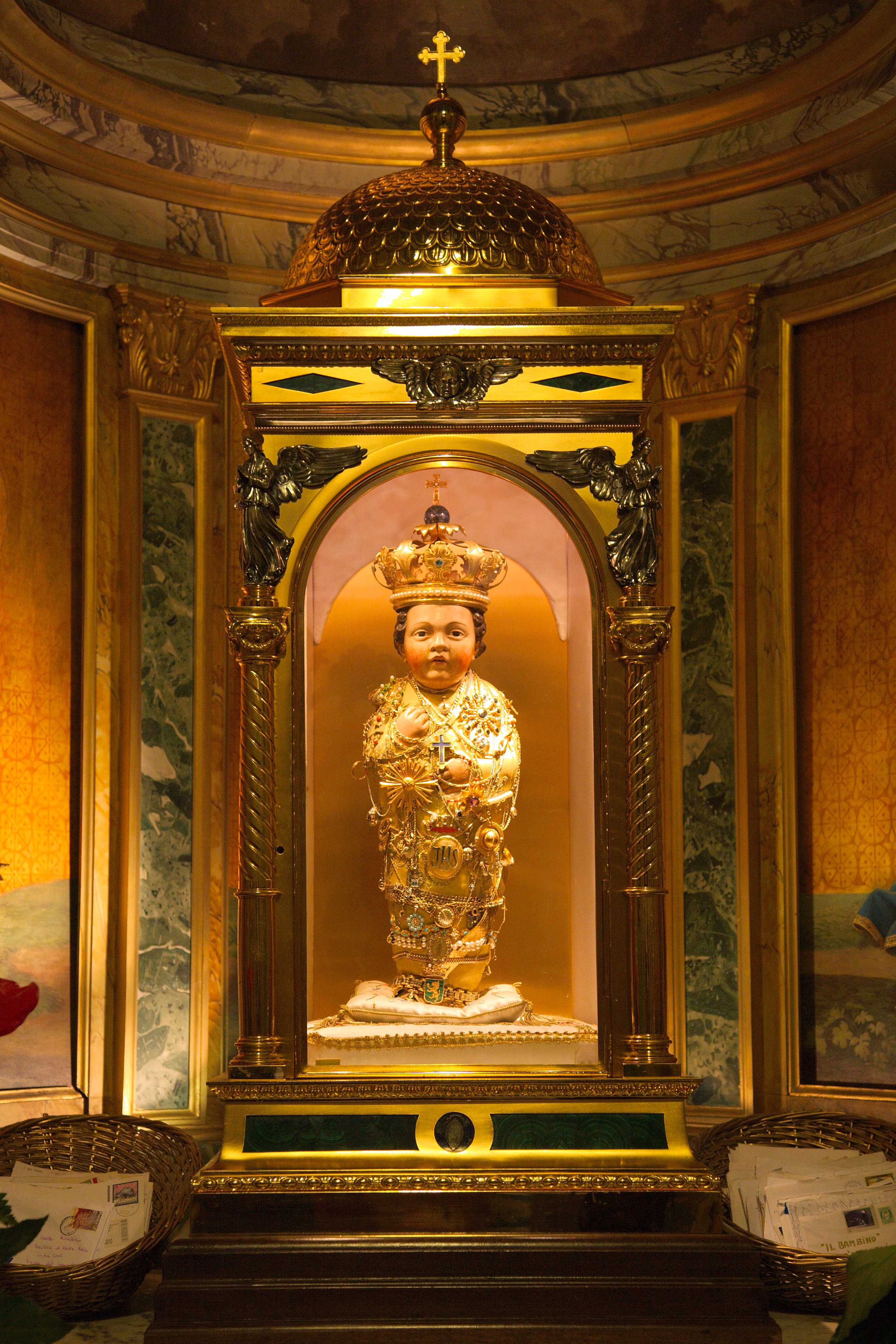
Il Bambinello dell'Aracoeli (copia post 1994)

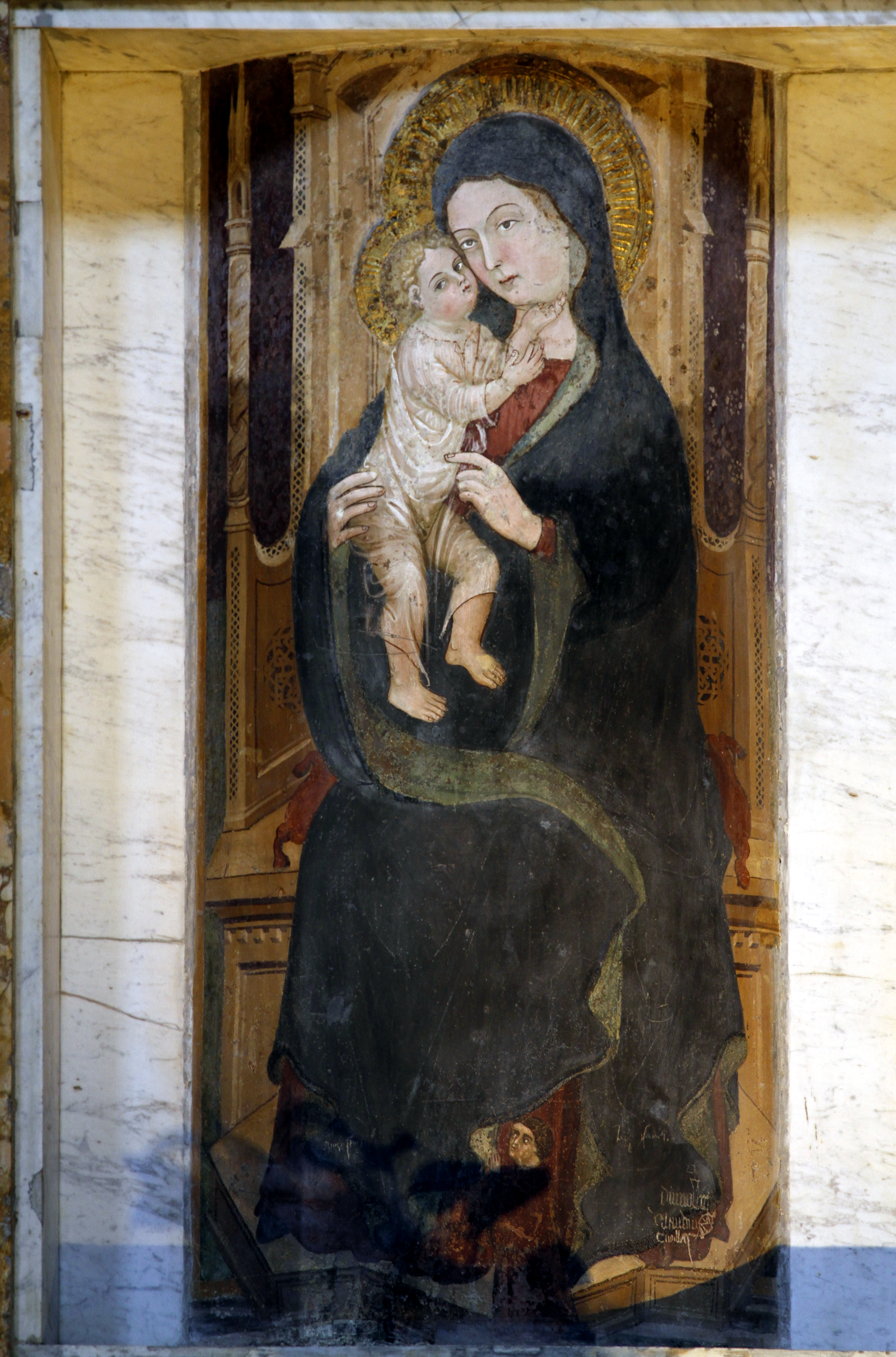
La Madonna della Colonna

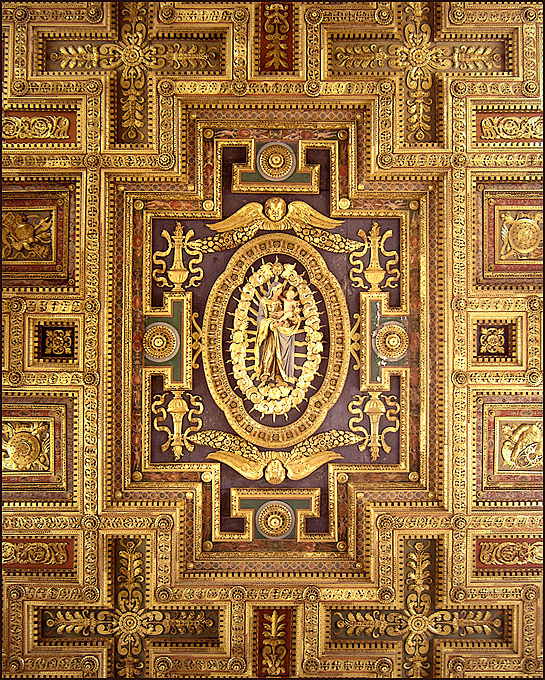
Soffitto

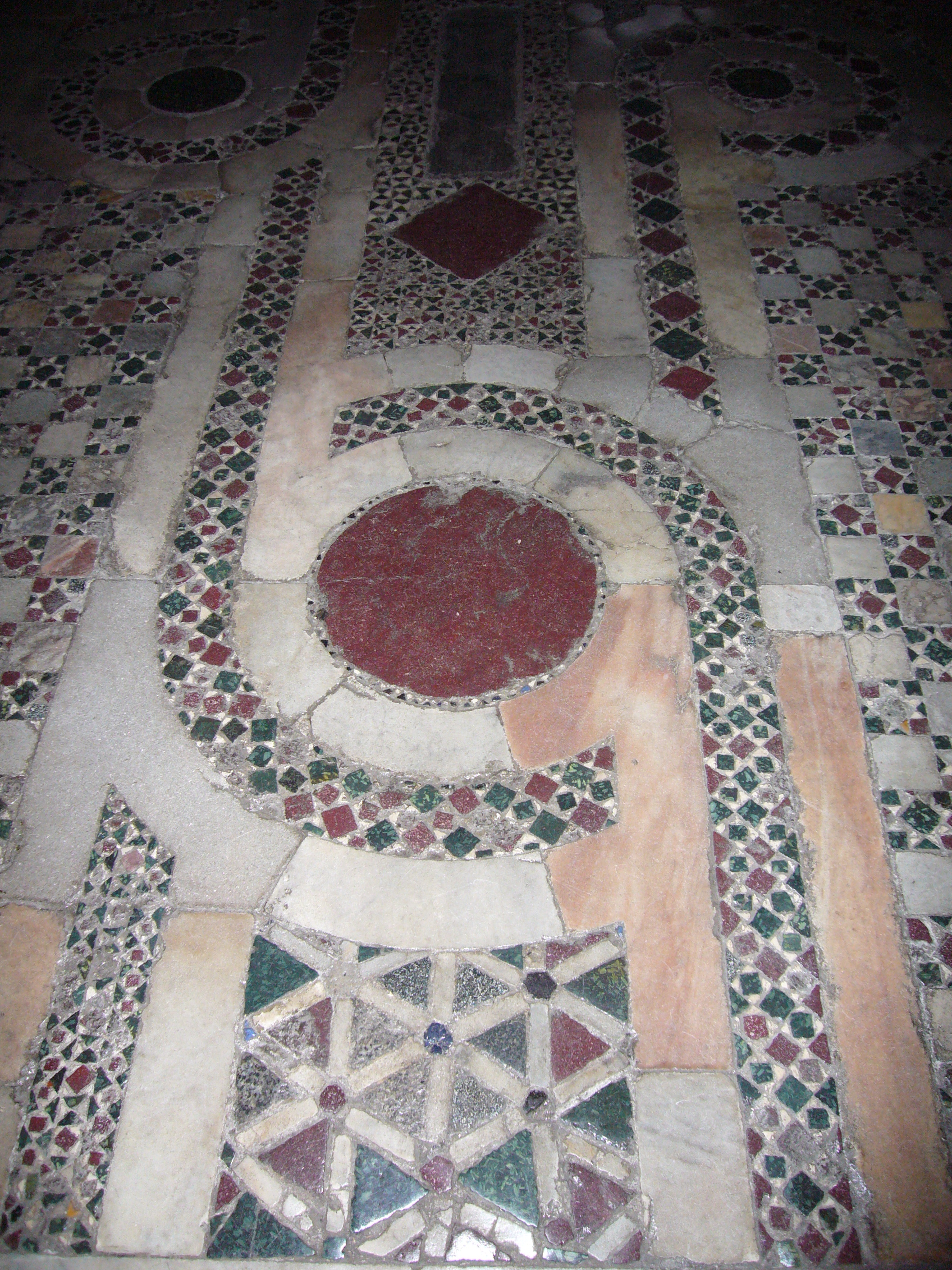
Pavimento cosmatesco del transetto

L'interno ha tre navate con archi a tutto sesto, un transetto poco sporgente, ed è dotato di tre cappelle absidali terminali. La sua architettura, risalente al rifacimento dei frati francescani iniziato nel 1250 circa e rivestita in gran parte con decorazioni barocche, è quella tipica del gotico romano, con una rivisitazione in chiave duecentesca degli schemi e stilemi classici. Il soffitto ligneo a cassettoni è del XVI secolo, il pavimento cosmatesco, conservato salvo gli inserti di lastre tombali, del XIII secolo.
Sono molti i tesori presenti nella chiesa. In controfacciata, alla sinistra del portale principale, è esposto il monumento funebre del Cardinale Ludovico d'Albret, bella opera di Andrea Bregno del 1465. Ancora a sinistra è stato appoggiata alla parete la lastra tombale dedicata a Giovanni Crivelli, arcidiacono di Aquileia, originariamente posta sul pavimento, scolpita da Donatello nel 1433.
Più avanti, addossato alla quarta colonna di sinistra, è presente un altare con la Madonna col Bambino e dedicante detta popolarmente Madonna del Rifugio (scuola viterbese del XV secolo); di fronte, simmetricamente, un altro altare dedicato a san Giacomo della Marca (molto meno frequentato). Più avanti, dietro le ultime colonne destra e sinistra della navata principale, sono conservati due bellissimi pergami cosmateschi risalenti all'inizio del XIII secolo e attribuiti ai Cosmati Lorenzo di Cosma e al figlio Jacopo.

### Cappelle
Seguendo la pianta qui a fianco, questo è lo schema delle cappelle:
- Navata sinistra
  - Cappella 1 - dell'Immacolata Concezione, donata da Paolo III Farnese a Gregorio Serlupi, il cui stemma campeggia nella cupola. Ciclo di affreschi manieristi attribuiti a Francesco Pichi. Metà XVI secolo.
  - Cappella 2 - del Presepio, costruita nella seconda metà del XVI secolo, ma profondamente alterata per la costruzione del Vittoriano. Le figure, commissionate allo scultore padovano Luigi Ceccon dal duca Grazioli e donate nel 1863, prima di essere installate furono esposte a palazzo Grazioli con gran concorso di popolo.[6] A Natale vi veniva esposto, prima di essere rubato, il Bambino dell'Aracoeli.
  - Cappella 3 - di sant'Antonio da Padova, sotto il patronato degli Albertoni (famiglia alla quale appartenne la beata Ludovica Albertoni), con le tombe di famiglia e un Sant'Antonio di Benozzo Gozzoli sull'altare.
  - Cappella 4 - di Sant'Anna, ridipinta nell'Ottocento.
  - Cappella 5 - di San Paolo, sotto il patronato dei Della Valle, accoglie le Storie di san Paolo dipinte dal Pomarancio.
  - Cappella 6 - dell'Ascensione, ricavata utilizzando una parte della precedente per volontà di Vittoria Orsini Frangipani, moglie di Camillo Pardo Orsini (busto già attribuito a Martino Longhi il Vecchio e ora avvicinato allo stile di Pier Paolo Olivieri).
  - Cappella 7 - di San Michele arcangelo, passata attraverso vari proprietari; gli ultimi, i marchesi Marini Clarelli di Vacone, riutilizzarono le tombe e "sfrattarono" i ritratti degli antichi titolari[7].
  - Cappella 8 - di Santa Margherita da Cortona; le due tele laterali (1732), con scene della vita della santa, sono di Marco Benefial.
  - Cappella 9 - della Madonna di Loreto. Apparteneva in origine ai Colonna, e ospitava un mosaico duecentesco che fu poi staccato e trasferito nel Palazzo Colonna ai Santi Apostoli, dove ancora si trova. Gli affreschi sono di Marzio Ganassini.
- Transetto
  - 10: tempietto ottocentesco nei pressi del pulpito di sinistra, dedicato a Sant'Elena, la madre dell'imperatore Costantino. Il tempietto ricopre un altare medioevale (visibile attraverso un cristallo), costruito secondo la leggenda dove Augusto aveva avuto la sua visione.
  - 11 - Cappella del Bambinello.
  - 12 - Cappella di San Gregorio Magno, con tela sull'altare del calabrese Vincenzo Milione (1771). Vi è sepolto il celebre compositore Emilio De' Cavalieri.
  - 13 - Altare maggiore: vi è venerata un'icona bizantina dell'X-XI secolo, raffigurante la Madonna.
  - Nel transetto sinistro troviamo la Tomba del Cardinale Matteo d'Acquasparta (morto nel 1302), ambasciatore di Bonifacio VIII e ministro generale dei frati minori. Il monumento fu realizzato da Giovanni di Cosma mentre l'affresco raffigurante la Madonna col Bambino e santi è attribuito a Pietro Cavallini.
  - Nel transetto destro è invece collocato un monumento funebre scolpito da Arnolfo di Cambio (fine XIII secolo).
  - 14 - Altare del Sacramento
- Navata destra
  - Cappella 15 - di santa Rosa da Viterbo:.
  - Cappella 16 - di san Francesco; dietro, l'oratorio dell'Immacolata Concezione
  - Cappella 17 - di san Pasquale Baylon: qui è stato di recente scoperto un affresco della fine del XIII secolo, raffigurante la Madonna col Bambino tra i santi Giovanni Evangelista e Battista, attribuito a Pietro Cavallini e Jacopo Torriti.
  - 18 - ingresso antico verso il Campidoglio; accessibile ancora oggi dalla scalinata sulla sinistra del Palazzo senatorio. La Madonna col Bambino nella lunetta è attribuita a Jacopo Torriti. Nel passaggio che conduce all'esterno, sono presenti la Tomba di Cecchino Bracci (morto nel 1545) disegnata da Michelangelo e la Tomba di Pietro Manzi, vescovo di Cesena, di Andrea Sansovino (1504).
  - Cappella 19 - di san Lorenzo e san Diego d'Alcalà. Originariamente dedicata a san Lorenzo, fu del secondo ramo della famiglia Cenci dal 1461 (Jacopo di Lello Cenci) che ne ebbero il patronato nel 1597. Dal 1568 fu dedicata anche a San Diego di Alcalà su richiesta dei frati francescani. Decorazione plastico-pittorica di Avanzino Nucci (1552/1629), la pala d'altare raffigura san Diego d'Alcalà di Giovanni De Vecchi (1536/1615).
  - Cappella 20 - di san Pietro d'Alcántara
  - Cappella 21 - (Patronato della famiglia Mattei) di san Matteo. Quadro di Gerolamo Muziano con il santo e l'angelo (inizialmente destinato a S. Luigi dei Francesi prima dell'arrivo del Caravaggio). Pittura della Passione di Cristo di Pomarancio.
  - Cappella 22 - del Crocifisso
  - Cappella 23 - di san Bonaventura (già di san Gerolamo)
  - Cappella 24 - della Pietà: sull'altare principale una Pietà di Marco Pino da Siena (XVI secolo) mentre sulle pareti laterali troviamo affreschi del Pomarancio dello stesso periodo. In evidenza ancora un bel pavimento cosmatesco.
  - Cappella 25 - di san Bernardino, detta Cappella Bufalini dal nome del committente, che vi volle celebrare la pace tra la sua famiglia e i Baglioni di Perugia. Si trovano qui gli affreschi del Pinturicchio che illustrano le Storie di San Bernardino da Siena (1485), insieme ad un bel pavimento cosmatesco ben conservato.

I resti mortali dell'ultima Regina di Bosnia, Caterina di Bosnia (1425-1478), diventata beata, sono stati sepolti presso la basilica di Santa Maria in Aracoeli e affidata alle cure dell'Ordine dei Frati Minori Francescani. L'epitaffio del suo sepolcro è stato tolto dal pavimento ed è sistemato alla sinistra dell'altare principale, sulla colonna accanto al pulpito. L'iscrizione originale in lingua bosniaca, fu sostituita con un'altra, in lingua latina.

### Il Bambinello dell'Aracoeli
La chiesa era ed è famosa per il "Santo Bambino", dai Romani chiamato affettuosamente "er Pupo", scultura in legno del bambin Gesù intagliata nel XV secolo con il legno d'olivo del Giardino dei Getsemani e ricoperta di preziosi ex voto. Secondo la credenza popolare era dotata di poteri miracolosi e i fedeli vi si recavano per chiedere la grazia per un male o una disgrazia. La statua, trafugata a febbraio del 1994, non è mai più stata ritrovata. Al suo posto c'è ora una copia, alla quale non mancano nuovi ex voto.

## Sepolture celebri
All'interno della Basilica sono sepolti un Papa, Onorio IV, e diversi cardinali, tra cui:
- Matteo d'Acquasparta (1240-1302)
- Bernardo Dovizi da Bibbiena (1470-1520)
- Cristoforo Numai da Forlì (XV secolo-1528)
- Federico Sanseverino (1475-1516)
- Caterina di Bosnia (1425-1478)
- Girolamo Mattei (1547-1603)
- Luigi Mattei (1702-1758)
- Innocenzo Conti (1731-1785)
- Alessandro Mattei (1744-1820).
- Flavio Biondo (1392-1463)

Qui venne sepolto anche il vescovo Ippolito Capilupi (1511-1580).
Il 9 luglio 2021, in questa basilica, si sono svolti i funerali di Raffaella Carrà.

## Organi a canne
Il primo organo a canne della Basilica di cui si ha notizia certa è un piccolo organo portativo costruito nel 1583 da Dario de Mezzana. Nel 1585, per volere di papa Sisto V, fu costruito un doppio organo situato in prossimità del transetto sulla parete destra della navata centrale e costituito dall'organo grande e da un positivo tergale. Mentre la costruzione del primo fu affidata al colligiano Domenico Benvenuti, alla morte del quale subentrò il figlio, la seconda fu affidata al fivizzanese Francesco Palmieri. Nel 1595 Luca Blasi creò un meccanismo di unione dei due manuali e lo strumento fu più volte modificato nel corso del secolo successivo, prima da Giuseppe Catarinozzi, poi da Giacomo Alari. Nel 1692 l'organo fu rimosso da Alari e probabilmente collocato sulla parete fondale del transetto di sinistra.
Nel 1850, in occasione del Giubileo, i fratelli Martinelli di Fratta di Perugia vennero incaricati di costruire un nuovo organo, inaugurato il 22 febbraio 1848 e collocato dietro l'altar maggiore. Lo strumento venne poi ampliato da Enrico Priori nel 1863 che vi aggiunse una terza tastiera e trasformò le ottave scavezze in cromatiche estese. L'organo venne inoltre restaurato per il Giubileo del 1900. Lo strumento venne rimosso nel 1926 e al suo posto fu installato un nuovo organo, commissionato alla ditta Tamburini di Crema, che poi lo ampliò nel 1954.
Attualmente nella basilica si trovano due organi a canne:
- l'organo maggiore è il Tamburini opus 99; a trasmissione elettrica, dispone di 52 registri sue tre manuali (dei quali il primo e il terzo con i registri in comune) e pedale, e si trova a ridosso della parete di fondo dell'abside;
- nella cappella dell'Immacolata Concezione si trova un organo positivo costruito nel 1752 da Johann Conrad Werle, di 9 registri, integro nelle sue caratteristiche foniche originarie.[10]

## Nella cultura di massa
Una leggenda dice che per vincere al Lotto occorre salire in ginocchio i 124 gradini della scalinata d'accesso alla basilica invocando i Re Magi e recitando il De profundis per le anime del Purgatorio.
Lungo la navata centrale c'è un piccolo pulpito metallico, sul quale è usanza far salire i bambini di Roma a recitare la poesia di Natale, prima di recitarla a casa durante il cenone.
Una fase dell'ultima missione del videogioco Assassin's Creed: Brotherhood si svolge in questa basilica.